# 宫颈柱状上皮异位
宫颈柱状上皮异位（cervical ectropion，也译作宫颈柱状上皮外翻，过去被错误地称作宫颈糜烂），是生理期出现的宫颈的柱状上皮外翻的生理现象。虽然宫颈柱状上皮异位并非异常，但它很难与早期的宫颈癌相区分，因此必须进行作进一步的检查（如巴氏涂片检查、活检）才能进行鉴别诊断。

## 术语
过去，这一生理现象被称作宫颈糜烂。在2008年之前的《妇产科学》上宫颈糜烂一直是作为一个标准的疾病存在的，甚至有谈到它的临床表现，诊断和治疗。在之前妇产科大夫，把生理期出现的宫颈的柱状上皮外翻当做是一种病理现象。在2008年，本科生的第7版《妇产科学》教材取消“宫颈糜烂”病名，以“宫颈柱状上皮异位”生理现象取代。宫颈糜烂是过去对宫颈的一种正常表现的错误认识。
曾被翻译为“cervical erosion”，但是国外权威的妇产科教材中找不到“cervical erosion”的诊断。

## 病生理机制
宫颈糜烂过去被误认为是一种病理现象。
做妇科检查时，医生有时能从阴道内看到黄色的部分，即是宫颈的外观。在宫颈部位，有两种不同类型的上皮细胞：靠近阴道的鳞状上皮细胞（Squamous cell）和靠近子宫的柱状上皮细胞（columnar cell）。两种上皮在外观表现上是不同的：在中央的部分，有点看起来象是“糜烂”的宫颈的部分，就是柱状上皮覆盖的部分，而外侧相对比较光滑的宫颈，则是鳞状上皮细胞覆盖的部分。柱状上皮细胞区域和鳞状上皮细胞区域处在一个动态平衡的状态，交界区域在医学上被命名为“鳞柱交界区”（SquamoColumnar Junction），这个区域也是宫颈癌的好发区域。
柱状上皮容易受雌激素的影响。女性在青春期之前，卵巢功能没有完善，雌激素低下，柱状上皮就靠宫颈内侧，不易被发现，到了来月经以后，柱状上皮在雌激素的影响下更多地朝宫颈外侧发展，于是在宫颈口就容易看见类似“糜烂”样的柱状上皮。在绝经了以后，女性雌激素水平下降，柱状上皮又逐渐退回宫颈内，因此到时候检查“糜烂”也就看不见了。所以，本质上来说，所谓的“宫颈糜烂”实际上是柱状上皮外翻（cervical ectropion）。
在中国大陆2008年以前的医学教科书上，曾有过所谓的宫颈糜烂分度诊断（称之为轻度、中度和重度，认为范围的大小是炎症程度的轻重，面积小于1/3是轻度，1/3-2/3是中度，超过2/3是重度）。2008年开始的医学教科书认为宫颈柱状上皮异位是受雌激素影响后程度不同的柱状上皮外翻，属正常的生理现象。

## 临床表现
宫颈柱状上皮异位是正常的生理现象，没有特殊的临床表现。有些人可能会有接触性出血的表现，但是只是宫颈的个体差异，就象有些人嚼点硬东西，牙齿或者嘴巴出点血，是可以理解的。对于宫颈炎，如果有白带增多、发黄、或有异味的情况，这些是宫颈炎症的表现，是在宫颈上出现感染了以后出现的症状。宫颈那氏囊肿和宫颈肥大，也是宫颈慢性炎症的结果。

## 治疗
宫颈柱状上皮异位是一种正常的生理现象，世界权威教科书认为宫颈糜烂与宫颈癌无关。无症状的、无病原体感染的宫颈糜烂不必治疗，有症状或有病原体感染的宫颈糜烂才应该治疗。。
过去，曾经错误地认为宫颈糜烂与宫颈癌的发生有关，但现在的研究表明宫颈癌的发生是和人乳头状瘤病毒（HPV）的感染有关。宫颈柱状上皮异位是否增加HPV感染以及宫颈癌前病变/宫颈癌的发生，尚缺乏大样本长期随访的直接证据。